# Monument Point
Monument Point es el vigésimo primer episodio de la cuarta temporada y nonagésimo episodio a lo largo de la serie de televisión estadounidense de drama y ciencia ficción Arrow. El episodio fue escrito por Speed Weed y Jenny Lynn y dirigido por Kevin Tancharoen. Fue estrenado el 11 de mayo de 2016 en Estados Unidos por la cadena The CW.
Después de descubrir el verdadero plan de Darhk, Felicity descubre que necesita la ayuda de su padre, quien ahora es perseguido por el líder H.I.V.E. Mientras tanto, Malcolm le explica a Thea las razones que tuvo para ceñirse al plan de Darhk y un viejo enemigo logra colarse al búnker. Por otra parte, Noah y Oliver tienen una conversación que deja a Oliver confundido.

## Elenco
- Stephen Amell como Oliver Queen/Flecha Verde.
- Katie Cassidy como Laurel Lance  (crédito solamente).
- David Ramsey como John Diggle/Spartan.
- Willa Holland como Thea Queen/Speedy.
- Emily Bett Rickards como Felicity Smoak/Overwatch.
- John Barrowman como Malcolm Merlyn/Arquero Oscuro.
- Paul Blackthorne como el capitán Quentin Lance.

## Continuidad
- Danny Brickwell fue visto anteriormente en Uprising.
- Baron Reiter y Taiana fueron vistos anteriormente en Eleven-Fifty-Nine vía flashback.
- Lonnie Machin fue visto anteriormente en Blood Debts.
- Noah Kuttler fue visto anteriormente en Sins of the Father.
- Donna Smoak fue vista anteriormente en Beacon of Hope.
- Es el primer episodio de la temporada en el que Laurel Lance está ausente y el quinto en la serie en general.

## Desarrollo

### Producción
La producción de este episodio comenzó el 8 al 16 de marzo de 2016.

### Filmación
El episodio fue filmado del 17 al 29 de marzo de 2016.